# Jim Clyburn
Jim Clyburn, właśc. James Enos Clyburn (ur. 21 lipca 1940 w Sumter) – amerykański polityk, działacz Partii Demokratycznej ze stanu Karolina Południowa, której 6. okręg reprezentuje od 1993 roku w Izbie Reprezentantów.
Obecnie jest najwyżej postawionym Afroamerykaninem w amerykańskim Kongresie, albowiem od stycznia 2007 pełni funkcję whipa większości Izby Reprezentantów w 110. Kongresie, czyli jest trzecią (po spikerze i liderze większości) osobą w tym ciele. Jest drugim afroamerykaninem w historii zajmującym tę pozycję po Williamie H. Grayu z Pensylwanii, i pierwszym politykiem z Karoliny Południowej.

## Życiorys

### Wczesne lata i kariera
Clyburn urodził się w Sumter w Karolinie Południowej. Jego rodzicami byli pastor Enos Lloyd Clyburn oraz jego żona Almeta, kosmetyczka. Studiował na South Carolina State College (gdzie był członkiem bractwa Omega Psi Phi), zdobywając dyplom z zakresu historii. Następnie był nauczycielem w szkole średniej C.A. Brown High School w Charlestonie.
Po nieudanej próbie zdobycia miejsca w stanowej Izbie Reprezentantów, Clyburn przeniósł się do Columbii, gdzie został członkiem sztabu gubernatora Johna C. Westa w 1971. West mianował go w 1974 stanowym komisarzem ds. obywatelskich. Zajmował to stanowisko do 1992, kiedy kandydował po raz pierwszy do Kongresu.

### Izba Reprezentantów
Pięciokrotny kongresmen, także demokrata Robin Tallon, postanowił nie kandydować ponownie. Clyburn zmierzył się w prawyborach z pięcioma innymi czarnoskórymi politykami. Zdobył 56,10% głosów, co pozwoliło mu na kandydowanie z ramienia Partii Demokratycznej do Izby Reprezentantów. W wyborach uzyskał 65,26% głosów, dzięki czemu został członkiem Izby Reprezentantów. W 1994, 1996, 1998, 2000, 2002, 2004, 2006, 2008, 2010, 2012, 2014, 2016, 2018, 2020, 2022 uzyskiwał reelekcję.
W 2006 został przewodniczącym Demokratów w Izbie Reprezentantów, czyli trzecią, po lider Nancy Pelosi i whipie Stenym Hoyerze, osobą w kierownictwie mniejszości.
Po zdobyciu kontroli nad Izbą przez demokratów w wyniku wyborów w 2006 Clyburn zachował trzecie miejsce w hierarchii, awansując jednocześnie na whipa większości (Pelosi została spikerem, a Hoyer liderem).

## Poglądy polityczne
Clyburn sprzeciwia się m.in. stosowaniu kary śmierci, od początku nie popierał wojny w Iraku, popiera prawo do przerywania ciąży oraz prawa mniejszości seksualnych.